# Hate Forest
Hate Forest – ukraińska grupa muzyczna wykonująca black metal oraz folk metal istniejąca w latach 1995–2007. Została założona w Charkowie przez Romana Saenko znanego z Drudkh. Teksty utworów są inspirowane mitologią scytyjską oraz słowiańską. Zespół nie udzielał wywiadów, nie publikował zdjęć promocyjnych, był zdystansowany do sceny black metalowej i z jednym wyjątkiem, nie koncertował. Jedyny występ zespołu miał miejsce w Charkowie na festiwalu o charakterze nacjonalistycznym „Kołowrot” w 2002 roku.

## Muzycy

### Ostatni znany skład zespołu
- Roman Saenko – śpiew, gitara, perkusja
- Thurios – gitara, śpiew

### Byli członkowie zespołu
- Khaoth – perkusja podczas koncertów (2001)
- Alzeth – gitara (1998–1999, 2004)

## Dyskografia

### Albumy studyjne
- The Most Ancient Ones (2001)
- Purity (2003)
- Battlefields (2003)
- Sorrow (2005)

### Minialbumy
- Darkness (2000)
- Blood & Fire (2001)
- Ritual (2001)
- The Gates (2001)
- Resistance (2004)
- Grief of the Universe / Spinning Galaxies (Split z Legion of Doom, 2008)
- Those Once Mighty Fallen  (Split z Ildjarn, 2013)

### Kompilacje
- Blood & Fire/Ritual (2001)
- To Those Who Came Before Us (2002)
- To Twilight Thickets (2003)
- Nietzscheism (2005)

### Demo
- Scythia (1999)
- The Curse (2000)
- Temple Forest (2007)